# أمة الله عاي
بوصاحبة أمة الله عاي (15 ذي الحجة الحرم 1338 هـ - توفي في 12 ربيع الأول 1415 هـ في لندن). كانت زوجة الداعي سيدنا محمد برهان الدين الثاني والخمسين وأيضًا والدة الداعي الحالي (الثالث والخمسين) سيدنا مفضل سيف الدين. وهي أيضًا ابنة عبد الحسين من نسل الداعي المطلق السادس والأربعين عبد القادر نجم الدين.
ألهمت إصدارًا منقحًا من كتاب «صحيفة الصلاة»، وهو من أهم الكتب في طائفة البُهرَة الداودية، ويشتمل على معلومات وتعليمات تتعلق بجميع الجوانب الدينية المهمة في حياة أفراد الجماعة. وقد استجاب ابنها الأكبر، قائد جوهر، لرغبتها، فقام بمراجعة الصحيفة وتنقيحها بمساعدة العلماء في جامعة دارس السيفية في سورت. وقد أُهدي هذا الإصدار الجديد إلى السيدة أمَة الله عاي صاحبة، وتمت إعادة تسميته بـ«الصحيفة الغرّاء» تكريمًا لها، ويعني اسمها «كتاب السيدة». وقد نُشر هذا الإصدار الجديد من الجامعة السيفية في تشرين الأول من عام 1999 م. وتُعد هذه الصحيفة الشاملة مقسّمة إلى أربعة أجزاء، وتتناول شتى جوانب حياة المؤمن.
1. تفصيل أركان الإسلام السبعة؛
2. رحلة الفرد من الولادة إلى القبر، كل الإجراءات الطقوسية
3. تفاصيل الأنشطة الدينية خلال الأشهر الهجرية المختلفة في السنة.
4. وغير ذلك من الإجراءات المتنوعة للصلوات الخاصة مثل التسبيح الأعظم.[3]